# Cult (álbum)
| Críticas profissionais | Críticas profissionais |
| Avaliações da crítica  | Avaliações da crítica  |
| Fonte                  | Avaliação              |
| ---------------------- | ---------------------- |
| allmusic               | link                   |
| PiercingMetal          | [ 1 ]                  |

Cult é o terceiro álbum de estúdio da banda Apocalyptica, lançado em Setembro de 2000.
No ano de 2001 foi lançado uma edição especial contendo um disco extra.

## Faixas
Todas as faixas escritas e compostas por Eicca Toppinen, exceto quando notado. 
| N.º            | Título                                                          | Compositor(es)           | Duração |  |
| 1.             | "Path"                                                          |                          | 3:08    |  |
| 2.             | "Struggle"                                                      |                          | 3:26    |  |
| 3.             | "Romance"                                                       |                          | 3:28    |  |
| 4.             | "Pray!"                                                         |                          | 4:22    |  |
| 5.             | "In Memoriam"                                                   |                          | 4:41    |  |
| 6.             | "Hyperventilation"                                              |                          | 4:28    |  |
| 7.             | "Beyond Time"                                                   |                          | 3:57    |  |
| 8.             | "Hope"                                                          |                          | 3:24    |  |
| 9.             | "Kaamos"                                                        |                          | 4:42    |  |
| 10.            | "Coma" (Ao vivo)                                                |                          | 6:59    |  |
| 11.            | "Hall of the Mountain King" (Cover de Edvard Grieg)             | Edvard Grieg             | 3:39    |  |
| 12.            | "Until It Sleeps" (Cover de Metallica; Load)                    | Hetfield, Ulrich         | 3:15    |  |
| 13.            | "Fight Fire With Fire" (Cover de Metallica; Ride the Lightning) | Hetfield, Ulrich, Burton | 3:25    |  |
| Duração total: | Duração total:                                                  | Duração total:           | 46:41   |  |

| Edição especial 2001 |                                                              |                                            |         |  |
| N.º                  | Título                                                       | Compositor(es)                             | Duração |  |
| 13.                  | "Path Vol.2" (com Sandra Nasic)                              |                                            | 3:23    |  |
| 14.                  | "Hope Vol.2" (com Matthias Sayer)                            |                                            | 4:02    |  |
| 15.                  | "Harmageddon" (Ao vivo em Munique, em Outubro de 2000)       |                                            | 4:57    |  |
| 16.                  | "Nothing Else Matters" (Ao vivo em Munique, Outubro de 2000) | Hetfield, Ulrich                           | 5:15    |  |
| 17.                  | "Inquisition Symphony" (Ao vivo em Munique, Outubro de 2000) | M.Cavalera, I. Cavalera, Paulo Jr., Kisser | 5:05    |  |